# Nadwyżka sektora finansów publicznych
Nadwyżka sektora finansów publicznych – dodatnia różnica między dochodami publicznymi a wydatkami publicznymi, ustalona dla okresu rozliczeniowego, który wynosi zazwyczaj jeden rok.
Dochody publiczne i wydatki publiczne oraz nadwyżkę lub deficyt sektora finansów publicznych ustala się po wyeliminowaniu przepływów finansowych pomiędzy jednostkami tego sektora (tzw. konsolidacja).
Nadwyżka sektora finansów publicznych została w powyższy sposób zdefiniowana w art. 7 ustawy z dnia 27 sierpnia 2009 r. o finansach publicznych.